# Urea
Urea (novolat. < grč. : mokraća; karbamid, mokraćevina, CO(NH2)2, H2N-CO-NH2, CH4N2O, CON2H4, (NH2)2CO), NH2CONH2) je diamid ugljične kiseline. Urea je glavni otpadni proizvod deaminacije aminokiselina u sisavcima.

## Osobine i svojstva
Najvažniji je derivat ugljične kiseline. Bezbojni kristali, tale se pri 132,7 °C, lako se otapaju u vodi i alkoholu.
Urea je diamid jer se karbonilna skupina veže s dvije amino-skupine. Može se smatrati diamidom ugljične kiseline, dok je monoamid nestabilna karbaminska kiselina (H2NCOOH). Zbog svog odnosa prema karbaminskoj kiselini urea se često naziva karbamidom.
Urea je konačni dušični proizvod metabolizma bjelančevina u čovjeka i mnogih životinja, a nađena je i u nekim biljkama. Nastaje u jetri iz amonijaka, produkta razgradnje bjelančevina, i ugljikova dioksida u ciklusu uree, a iz tijela se izlučuje preko bubrega s urinom. Odrastao čovjek izlučuje urinom 28-30 grama uree u jednom danu.
Zagrijavanjem se urea raspada na ugljikov dioksid i amonijak, što se zove amonijačno vrenje.
Urea u tlu u reakciji s vodom prelazi u topljivu sol - amonijev karbonat.

## Dobivanje
Prije razvoja tehničkih metoda sinteze i njene upotrebe, koji je uslijedio u novije vrijeme, urea je bila zanimljiva prvenstveno zbog toga što je ona glavni konačni produkt metabolizma dušika u sisavaca i izlučuje se u urinu.
Godine 1773. francuska kemičarka Hilaire Rouelle izolirala je ureu iz urina, premda sve do 1799. nije bila potpuno karakterizirana niti imenovana ureom, kada je pobliže ispitana i određena su joj fizikalna svojstva. Prvi ju je vjerojatno sintezirao John Davy, brat Sir Humphrey Davya. On je 1811. načinio fozgen djelovanjem sunčanog svjetla na smjesu klora i ugljikova monoksida, a 1812. objavio je da dobiveni produkt reakcijom sa suhim amonijakom daje krutu tvar koja ne razvija ugljikov dioksid kad se na nju djeluje octenom kiselinom, pa prema tome nije amonijev karbonat. Svoj produkt Davy nije identificirao kao ureu pa je zasluga za sintezu uree pripala njemačkom kemičaru Friedrich Wöhleru, koji je 1828. opazio da je produkt dobiven kuhanjem otopine amonijeva cijanata s vodom identičan s ureom izoliranom iz urina.
Urea je prva organska tvar dobivena sintezom od anorganskih tvari/spoja (amonijeva cijanata). Time je time pobijena dotadašnja vitalistička hipoteza da organski spojevi mogu nastati samo od organizama (i u živim stanicama organizama) pod utjecajem i djelovanjem "životne sile" te je utrt put razvoju organske kemije.
Urea se za komercijalnu primjenu sintetizira zagrijavanjem smjese amonijaka i ugljikovog dioksida pod tlakom. U 2012. godini kapacitet svjetske proizvodnje uree bio je oko 184 milijuna tona.

## Uporaba
Industrijski se proizvodi u velikim količinama, a rabi se ponajprije kao koncentrirano umjetno dušično gnojivo (najčešće 46% vezanog dušika), koje biljke lako asimiliraju. Više od 90% svjetske proizvodnje se koristi u poljoprivredi kao umjetno gnojivo.
Osim toga, služi kao jeftin izvor dušika u hranidbenim podlogama za industrijske mikrobne procese, za proizvodnju melamina, umjetnih smola (ureaformaldehidne smole), polimernih materijala (aminoplasti), ljepila, u manjoj mjeri lijekova i eksploziva te u kozmetici.